# دير سمالوط
قرية دير سمالوط هي إحدى القرى التابعة لمركز سمالوط بمحافظة المنيا في جمهورية مصر العربية. حسب إحصاءات سنة 2006، بلغ إجمالي السكان في دير سمالوط 13025 نسمة، منهم 6739 رجلا و6286 امرأة.